# General Las Heras
General Las Heras è una città dell'Argentina, capoluogo dell'omonimo partido nella provincia di Buenos Aires.

## Storia
Generale Las Heras nato come gioco 25 ottobre 1864, con i principali coloni spagnoli, italiano, inglese, francese e tedesco. Creati gli stessi confini giurisdizionali sono stati stabiliti con decreto nel mese di febbraio 1875, sono i partiti della Slaughter, Morón, Villa de Lujan, Navarro, Lobos e Cañuelas.
La linea ferroviaria Sarmiento inizia la sua attività nel ramo che comprende stazioni di Merlo e Lobos, lasciando Las Heras all'interno del corso e rimane un fatto di grande importanza per la crescita di General Las Heras. Con questo evento, l'asta dei terreni intorno alla stazione ferroviaria permette rapidamente sviluppa una popolazione notorietà stabile e significativa.
A quel tempo il signor Paulino Speratti attraverso la sua moglie Casilda Villamayor, dona terreno per la costruzione della chiesa, una piazza, una scuola, la sede delle autorità comunali e la Pretura.
La prima autorità di General Las Heras, Ramón Dumont era il giudice designato con decreto nel mese di febbraio 1864, che per ragioni di un migliore controllo e con l'autorizzazione del ministro del governo della Provincia di Buenos Aires, il partito diviso la terra in sei baracche da un quartier generale sindaco. Questo sistema scade con la creazione della legge dell'11 settembre 1884, in cui sono separate le funzioni giudiziarie degli amministrativi e politici svolti i Giudici di Pace, avviando fase di sindaci e che occupa la prima posizione Don Juan Zamudio persona soprannominato "il padre dei poveri "e che chiunque si avvicinava il suo soggiorno è stato ben accolto e aiutato generosamente.
Don Juan Zamudio anche risolto i problemi tra gli abitanti dei villaggi e la sua parola è stata sentita come una sentenza definitiva.
Nel 1905, un locale è costruito con due pezzi per l'ufficio delle autorità municipali. Nel corso degli anni ha cercato di ampliare l'edificio comunale per il comfort, perché in quei due pezzi di turno del sindaco, giudice di pace, forze di polizia e del Consiglio Deliberante.Terminadas opere nel 1906 l'edificio ha incontrato i comfort essenziali del tempo in modo che le autorità potrebbero eseguire i loro compiti con facilità. Anni dopo, ancora una volta il palazzo comunale richiede una serie di disposizioni che richiedono una grande somma di denaro decide quindi di demolire la costruzione e ricostruzione ad un costo inferiore, che si conclude opere nel 1958 questo è l'attuale edificio.